# Olden Polynice
Pour les articles homonymes, voir Polynice.
Olden Polynice est un ancien joueur de basket-ball né le 21 novembre 1964 à Port-au-Prince, Haïti. Il a joué au poste de pivot pour l'équipe des SuperSonics de Seattle, des Clippers de Los Angeles, des Pistons de Détroit, des Kings de Sacramento, et du Jazz de l'Utah dans la ligue de basket-ball américaine.

## Pour approfondir